# محمود سلطان
محمود سلطان (15 نوفمبر 1940 - 5 أبريل 2014) هو مذيع مصري، وواحد من جيل الوسط في التليفزيون المصري، وأحد الاصوات المميزة في نشرات الاخبار، وارتبط اسمه بواحد من أشهر البرامج علي الشاشة، وهو عالم الحيوان، وكما كان من بين أول فريق اشترك في تقديم صباح الخير يامصر والذي كان أول برنامج توك شو اخباري في التليفزيون.

## جوائز تقديرية
نال محمود سلطان خلال مشواره مع الإعلام كثيرا من التكريمات والجوائز ومنها:
1. نجمة سيناء عن عمله علي جبهة القتال في حرب أكتوبر.[2]
2. وكانت آخر التكريمات في الدورة 15 لمهرجان الاعلام العربي في عام 2010.

## وفاته
توفي يوم السبت 5 من إبريل عام 2014 عن عمر يناهز 73 عامًا، حيث كان قد دخل مستشفى الأنجلو الأمريكية قبل أسبوعين من يوم الوفاة إثر إصابته بكسر في القدم نتيجة سقوطه علي الأرض في منزله، ولكن ساءت حالته الصحية وتطلبت دخوله العناية المركزة. وتم تشيع الجنازة من مسجد الحامدية الشاذلية بالمهندسين.

## وصلات خارجية
- فاطمة ناعوت تكتب محمود سلطان.. الإعلامىُّ الجميل - المصري اليوم،الإثنين 12-07-2010.